# Jaguar D-Type
La Jaguar D-Type è una vettura da competizione prodotta dalla casa automobilistica britannica Jaguar dal 1954 al 1957.

## Il contesto
La Jaguar aveva già trionfato con la C-Type alla 24 Ore di Le Mans due volte nel 1951 e nel 1953 e desiderava ripetersi. Sir William Lions dette quindi ordine al capo tecnico William “Bill” Heynes di progettare una degna erede che ricevesse il testimone dalla C-Type. Così nacque nel 1954 la Jaguar D-Type per sostituire la C-Type nelle competizioni Endurance, con particolare attenzione alla maratona francese, dove voleva affermarsi più che su tutto l’arco del campionato.

## La versione “originale” del 1954

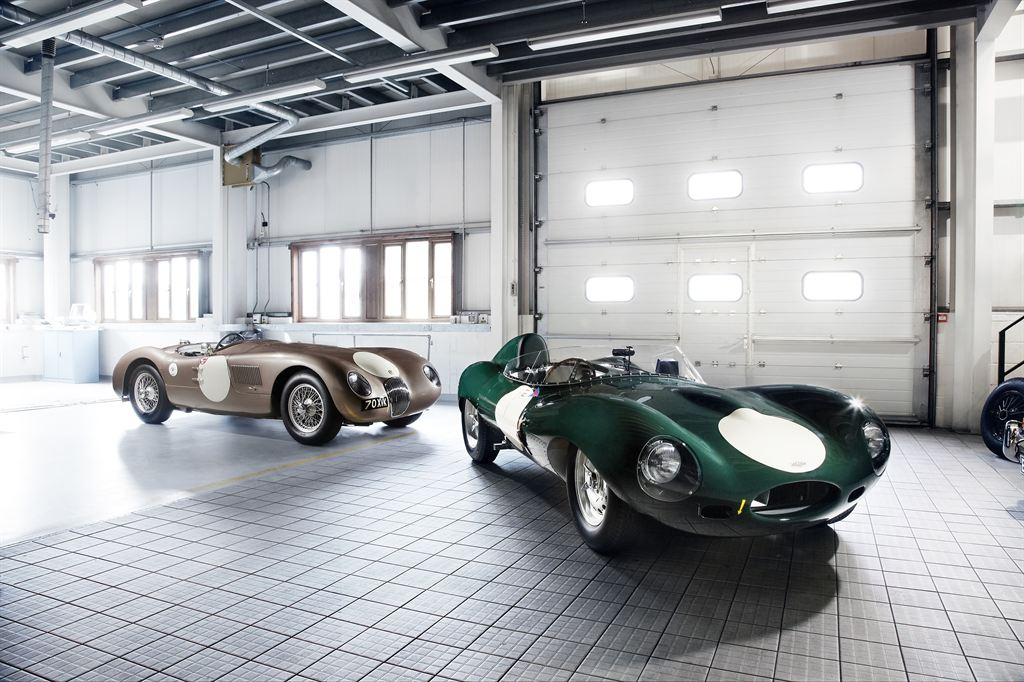
La Jaguar D-Type a confronto con la sua progenitrice, la C-Type, nei locali del Jaguar Heritage

La vettura era una biposto scoperta con carrozzeria aerodinamica che recuperava alcune caratteristiche della C-Type come motore, cambio, freni e sospensioni e sostituendone altre come il telaio e la carrozzeria.
Per adattarsi alla 24 ore francese la robustezza e l’aerodinamica furono privilegiate rispetto alla potenza pura e alla tenuta di strada.
Il motore curato da Bob Knight era il 6 cilindri in linea bialbero in testa serie XK, basamento in ghisa, testata in alluminio, cilindrata 3.442 cc, alimentato da tre carburatori  doppio corpoWeber 45 DCO3, rapporto di compressione di 9:1, lubrificazione a carter secco, che nella versione da competizione raggiungeva i 285 cv a 5.750 giri al minuto. Il cambio, derivato, come il motore, dalla C-Type e ancor prima dalla XK120 stradale, era a 4 marce, piuttosto “lunghe” per favorire la velocità massima sui rettilinei della Sarthe.
Venne realizzato un complesso di sospensioni semplice ma molto rigido che rendeva bene sull’asfalto liscio di Le Mans ma penalizzava la macchina sui percorsi più tortuosi. Le anteriori erano a ruote indipendenti con doppi quadrilateri deformabili e barre di torsione mentre al posteriore era presente il ponte rigido Salisbury di serie. I cerchi in lega leggera e i freni a disco con circuito idraulico e servofreno erano forniti dalla Dunlop e montati per la prima volta di serie su un’auto da competizione.
Il telaio realizzato da Philip Weaver aveva la caratteristica insolita, ripresa successivamente dalla E-Type, di essere una semi-monoscocca. La parte posteriore portante infatti sosteneva un telaio a traliccio di tubi quadri che reggeva il motore e il complesso delle sospensioni anteriori. La parte posteriore aveva una forma ellittica con una sezione relativamente piccola per fornire rigidità torsionale e contemporaneamente resistenza all’avanzamento ridotta.

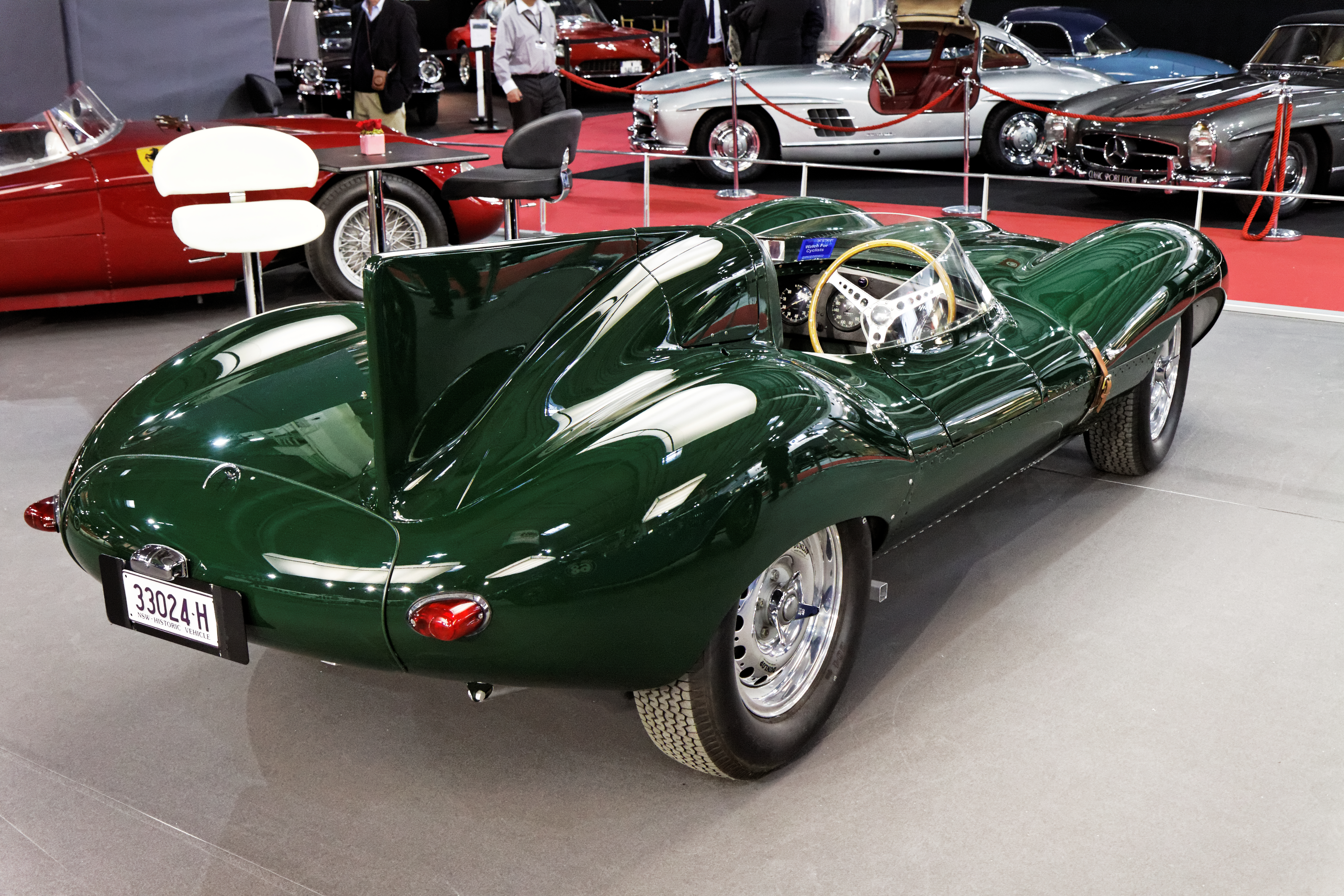
La caratteristica "pinna" posta dietro il pilota su una D-Type del 1955

La linea della leggera carrozzeria in alluminio venne realizzata dallo specialista Malcom Sayer nella galleria del vento del MIRA (Motor Industry Research Association). Il risultato fu il più pulito possibile con poche indispensabili aperture, soltanto una ovale sul davanti e, più in là, due piccole rotonde per raffreddare i freni anteriori. L’intero frontale si sollevava in un solo pezzo con il cofano per dare libero accesso al motore. Anche il posto guida venne carenato con una enorme pinna dietro il pilota, protetto anche da un piccolo parabrezza che copriva i due posti solo per rispettare i regolamenti. Grazie all'accurata aerodinamica e ad un peso di soli 800 kg la D-Type superava i 270 km/h.

## Le corse e le evoluzioni successive
Alla 24 Ore di Le Mans 1954 la Jaguar D-Type arrivò pronta a combattere con le Ferrari e le Aston Martin ufficiali ma ancora troppo poco matura per vincere, infatti le due vetture di Moss-Walker e Whitehead-Wharton (che avevano fatto segnare ottimi tempi in prova e guidato anche la gara per un po’) si ritirarono per noie al motore ed ai freni; tuttavia l’equipaggio Rolt-Hamilton sulla terza auto raggiunse un secondo posto di buon auspicio. Poco tempo dopo la D-Type ottenne una vittoria alla 12 Ore di Reims e una sconfitta al Tourist Trophy.

### La "Long Nose"

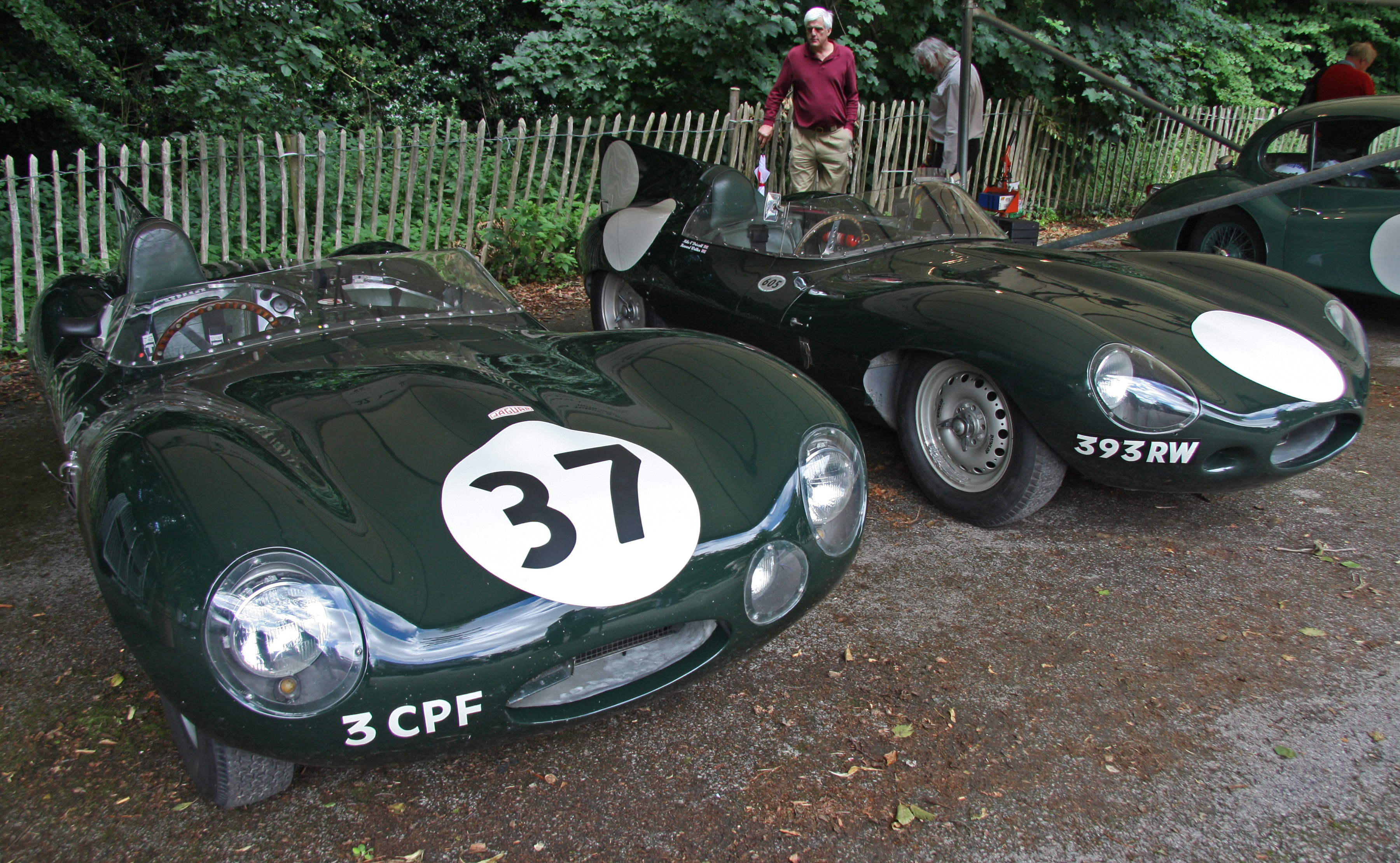
A confronto le due versioni della D-Typeː 1954 (a sinistra) e "Long Nose" (a destra)

Nell’inverno di quell’anno i tecnici inglesi lavorarono alacremente per sistemare le lacune evidenziate nel corso della prima stagione di gare. Gli assetti non convincevano del tutto i piloti e il telaio anteriore in alluminio si era rivelato troppo flessibile. Così la scocca venne modificata e il telaio ausiliario a traliccio anteriore venne realizzato in acciaio e fissato alla scocca con dei bulloni anziché saldato per velocizzare le riparazioni. Inoltre vennero modificati gli attacchi delle sospensioni anteriori e posteriori.
I radiatori di acqua e olio vennero modificati leggermente insieme alla forma della carrozzeria. Essa venne resa ancor più liscia nella parte superiore per accordarsi con un parabrezza modificato, la pinna posteriore venne affilata e soprattutto venne allungato e modificato il frontale. Perciò questa versione venne denominata “Long Nose”.
Il motore 3,4 litri rimase sostanzialmente lo stesso ma lo specialista Weslake studiò una nuova testata con valvole più grandi e con angolatura aumentata da 35° a 40°. Venne testata anche un impianto di iniezione indiretta Lucas.
Alla 24 Ore di Le Mans 1955 la D-Type “Long Nose” di Mike Hawthorn riuscì ad avere ragione delle agguerrite Mercedes-Benz 300 SLR grazie anche al loro ritiro a causa dell’incidente catastrofico di Pierre Levegh che volò sulle tribune uccidendo più di 80 persone tra gli spettatori.

### Il 1956 e il 1957

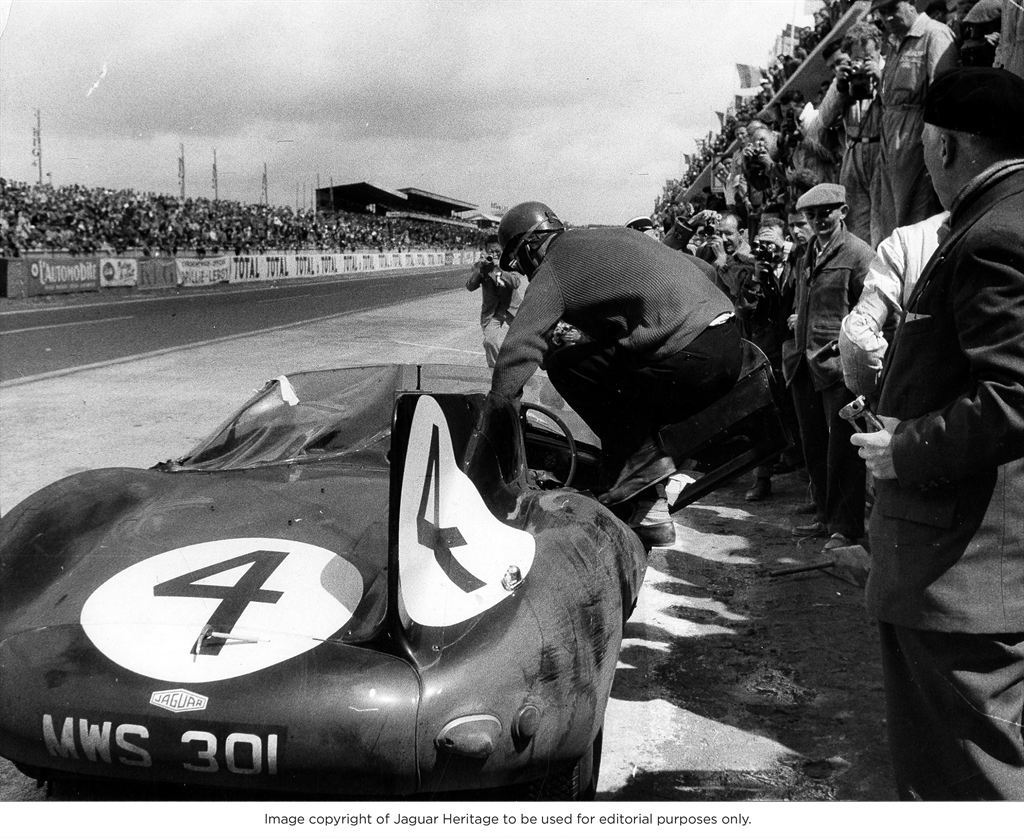
Una sosta ai box lungo la strada per la vittoria a Le Mans 1956

Lo choc per questo incidente fu tale che la Mercedes-Benz si ritirò dalle corse alla fine della stagione 1955 e così la Jaguar D-Type partecipò con rinnovate speranze alla 24 Ore di Le Mans del 1956. Anche se solo una delle tre auto ufficiali finì la gara al sesto posto, la gara venne vinta da una D-Type guidata da Ron Flockhart e Ninian Sanderson iscritta dalla Ecurie Ecosse, un piccolo team privato scozzese, che riuscì a battere le squadre ufficiali Aston Martin e Ferrari. Queste D-Type private erano dipinte come la bandiera scozzese, blu metallizzato con strisce bianche trasversali sul muso della macchina in numero variabile per meglio distinguere gli equipaggi tra loro.

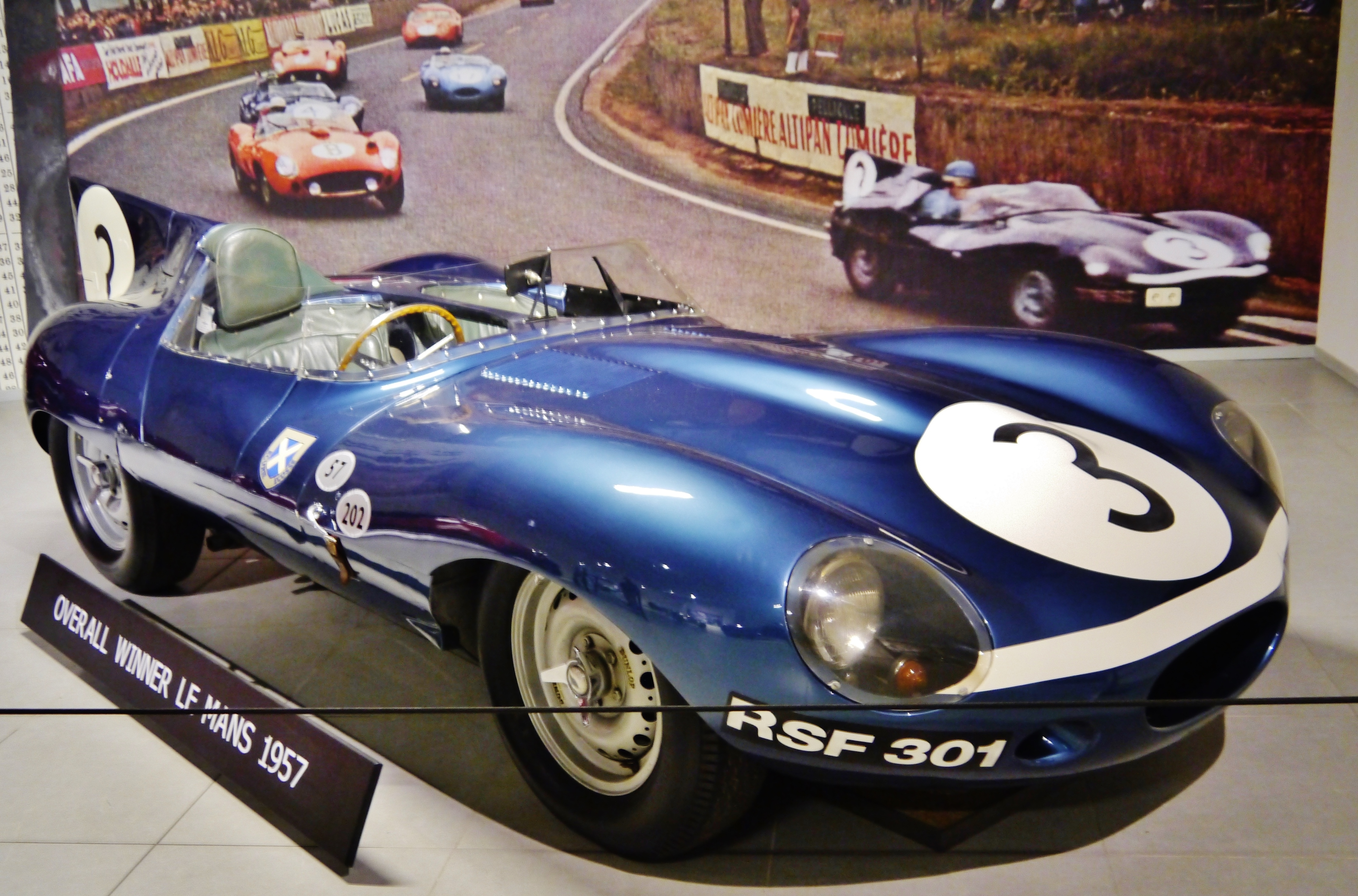
La Jaguar D-Type della Ecurie Ecosse vincitrice della 24 Ore di Le Mans 1957 al Louwman Museum de L'Aia

Nonostante anche la Jaguar si fosse ritirata dal mondo delle corse per concentrarsi sulla produzione in serie alla fine della stagione 1955, il 1957 si rivelò l'anno di maggior successo della D-Type. Venne aumentata la cilindrata del motore fino a 3,8 litri e riuscì a conquistare cinque dei primi sei posti (1°, 2°, 3°, 4° e 6°) alla 24 ore francese. Nessun altro era mai riuscito in quest'impresa. La Ecurie Ecosse, con il notevole supporto della casa madre Jaguar, arrivò prima con Ron Flockhart e Ivor Bueb e secondo con Ninian Sanderson e John 'Jock' Lawrence. Questo fu il miglior risultato nelle competizioni per la D-Type.
Le regole per la 24 Ore di Le Mans del 1958 cambiarono limitando le dimensioni del motore a soli tre litri, di fatto ponendo fine al dominio delle Jaguar D-Type da 3,8 litri. Jaguar tentò di sviluppare una versione da 3,0 litri del motore XK per iscrivere le D-Type negli anni 1958-1959-1960, ma si dimostrò inaffidabile, e inoltre non produceva più la potenza sufficiente per rendere competitiva la vettura. Sebbene continuasse per un certo periodo ad essere una delle vetture da battere nelle competizioni minori, all'inizio degli anni '60 era già un modello obsoleto.

### Negli Stati Uniti
Negli USA Briggs Cunningham fece correre diverse Jaguar D-Type. Nel 1955, per esempio, una macchina del 1954 “prestata” al Team Cunningham dalla Jaguar vinse la 12 Ore di Sebring nelle mani di Mike Hawthorn e Phil Walters. Caratteristica di queste auto era la verniciatura bianca con due strisce longitudinali azzurre tipica della squadra corse americana. E quello era solo l'inizio dei trionfi della D-Type negli Stati Uniti Ormai, con l'auto in produzione in Inghilterra (il prezzo era fissato a 9875$, rendendola la due posti più veloce del mondo costruita “in serie”), Briggs Cunningham divenne il nuovo distributore Jaguar per il Nord-est degli Stati Uniti e di conseguenza schierò una squadra completa di Jaguar nelle competizioni nazionali SCCA. Con Walt Hansgen alla guida, la D-Type vinse il campionato SCCA categoria C-modificate nel 1956 e 1957. La velocità più alta mai raggiunta da una D-Type fu di oltre 297 km/h e fu registrata a Bonneville nello Utah.

## La produzione
Caratteristica interessante della vettura era la sua adattabilità alla produzione in serie e all’utilizzo su strada, infatti sia gli esemplari ufficiali che quelli privati raggiungevano i circuiti di gara in tutta Europa sulle proprie ruote senza ricorrere a bisarche o carrelli. Inoltre il fatto che derivasse strettamente dalla XK120 fece sì che si potesse mettere in produzione su una propria linea di montaggio quasi come fosse un’auto stradale e non da gara, veniva letteralmente costruita accanto alla MK VII e alla XK140. Il risultato fu una produzione insolitamente alta per un’auto del genere del periodo e un prezzo concorrenziale.
Già 71 D-Type erano state costruite nel febbraio 1957 quando un incendio devastò la fabbrica Jaguar di Coventry, distruggendo anche 5 macchine complete all'interno dei capannoni. Quando la produzione riprese, quella di questo modello non fu inclusa. Tuttavia la sua filosofia costruttiva sopravvisse nelle forme della nuova granturismo Jaguar, la E-Type, prodotta dal 1961 a 1973.
Si ritiene che la produzione totale includa 18 D-Type ufficiali, 53 auto “private” pronte gara (di cui 5 distrutte dal fuoco) e 25 versioni stradali XKSS (di cui 9 distrutte dalle fiamme).

## Jaguar Classic D-Type "continuation series"
Nel 2017 Jaguar ha annunciato la produzione di 25 D-Type presso l'officina Jaguar Classic nel Warwickshire, nel Regno Unito, per completare l'obiettivo originale di produrre 100 auto. Le auto sono disponibili sia con la carrozzeria "corta" nel 1955 che con la carrozzeria "Long Nose" del 1956.
Il veicolo è stato presentato a Rétromobile 2018 a Parigi.

## La XKSS

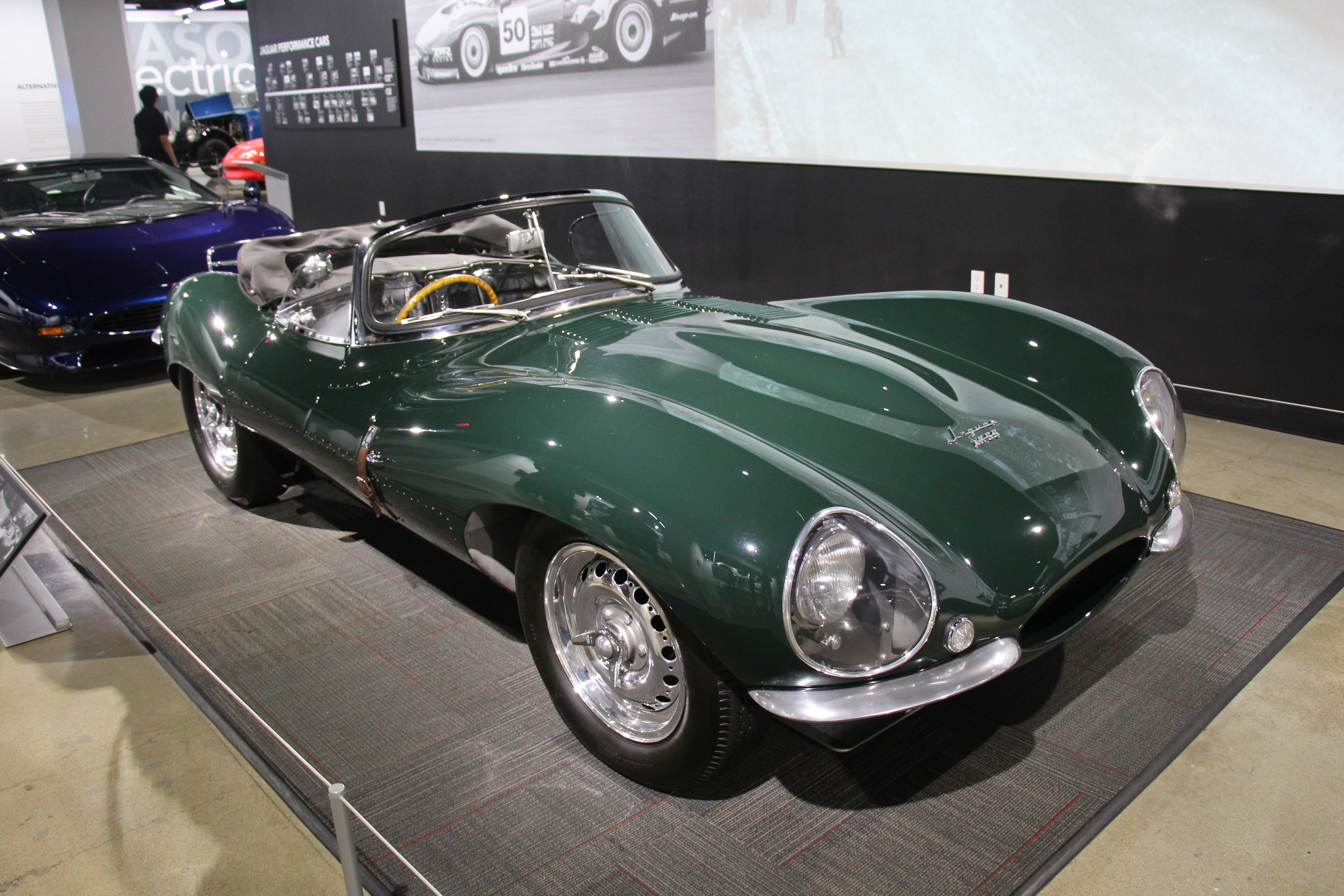
La Jaguar XK SS del 1956 di proprietà di Steve McQueen al Petersen Museum

Negli ultimi anni di produzione ne venne realizzata una versione stradale biposto denominata XKSS. Questa, visto l'utilizzo al quale era destinata, era dotata di due porte di accesso, un parabrezza che copriva tutta la larghezza dell'auto e di una, benché primitiva, copertura per l'abitacolo. Furono prodotte 16 XKSS.

## Veicoli derivati
Impiegando come base la D-Type, l'ingegnere John Tojeiro realizzò per il team Ecurie Ecosse la Tojeiro Jaguar, vettura da competizione che corse nella 24 Ore di Le Mans del 1959.

## La Jaguar D-Type nei media
- La D-Type compare tra le vetture dei videogiochi arcade Mille Miglia: Great 1000 Miles Rally e Mille Miglia 2: Great 1000 Miles Rally della Kaneko.